# Pośredni Żleb (Liptowskie Kopy)
Pośredni Żleb (słow. Prostredný žľab) – żleb w Liptowskich Kopach w słowackich Tatrach. Wcina się w południowo-zachodni grzbiet Krzyżnego Liptowskiego i opada do dna Doliny Koprowicy. Spływa nim niewielki potok. Pośredni Żleb jest jednym z czterech wielkich żlebów tego ramienia Krzyżnego Liptowskiego. W kolejności od góry w dół są to: Czerwone Korycisko, Zabijak, Pośredni Żleb i Skryte Korycisko. Zimą schodzą nimi lawiny. Żleb przecina ścieżka Zachodniej Obwodnicy, ale Liptowskie Kopy to obszar ochrony ścisłej Tatrzańskiego Parku Narodowego z zakazem wstępu.
Władysław Cywiński w przewodniku wspinaczkowym Tatry. Szpiglasowy Wierch jako Pośredni Żleb przedstawił depresję sąsiadującą bezpośrednio od strony północnej ze żlebem podpisywanym na mapach jako Zabijak, na co wskazują sporządzone opisy przebiegu ścieżek. Odgałęzia się ona od dna Doliny Koprowicy na wysokości 1275 m i na mapach pozostaje bez nazwy, podczas gdy Pośredni Żleb w lokalizacji zgodnej z opracowaniami kartograficznymi ma połączenie z Koprowicą znacznie niżej (1142 m).